# Chứng bạch thể

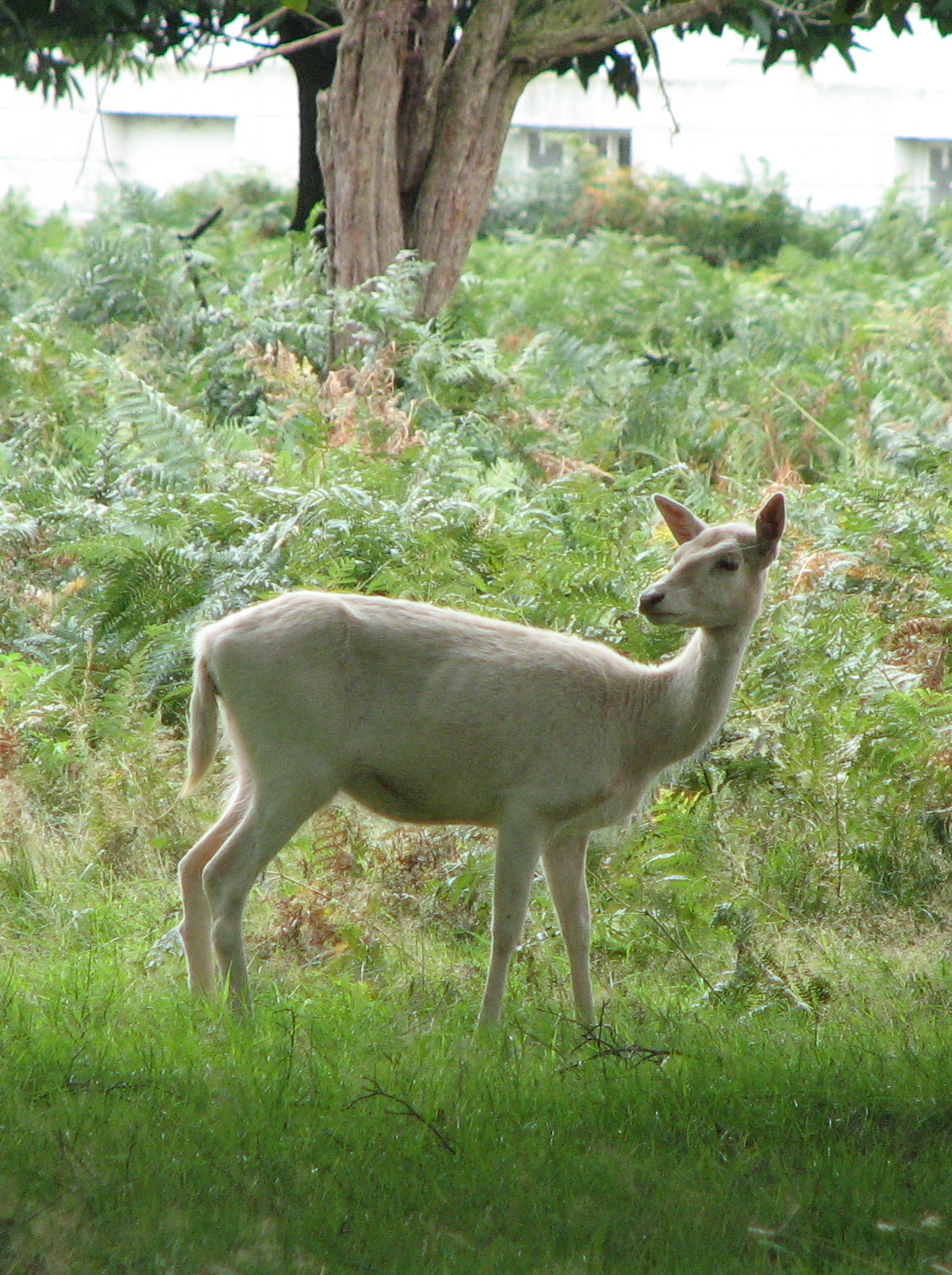
Một con hươu bạch thể nhưng không phải là bị bạch tạng vì chúng không trắng tuyền và mắt vẫn là màu đen

Hội chứng bạch thể (tên tiếng Anh: Leucism) hay hội chứng suy giảm sắc tố (một số trường hợp được xem là bạch tạng một phần) là một dạng đột biến gen hiếm đối với sắc tố sinh học gây ra dẫn đến việc thiếu hụt sắc tố (đặc biệt là melanin - hắc tố) dẫn đến sự mất mát một phần sắc tố ở động vật, tạo ra sự giảm sắc tố lông hoặc da hoặc vỏ, đây là loại kiểu hình khiếm khuyết tế bào sắc tố khác biệt, làm suy giảm hoặc mất sắc tố của da, tóc, vỏ, biểu bì hay lông vũ, không thay đổi sắc tố ở mắt hoặc có thì rất ít, hiếm khi ảnh hưởng đến thị lực. Các động vật bạch thể bị thiếu hắc tố toàn cơ thể khiến chúng có màu trắng nhợt nhạt hoạc loang lỗ (không nhất thiết phải trắng toàn phần và dễ nhầm với khiếm khuyết toàn sắc hay đột biến toàn phần - Amelanism) và mắt chuyển màu hồng hoặc đỏ đặc trưng.
Tuy nhiên, hội chứng bạch thể không gây mất sắc tố toàn bộ và mắt của chúng vẫn bình thường. Hội chứng bạch thể hay suy giảm sắc tố hay khiếm khuyết tế bào sắc tố có thể xuất hiện ở hầu hết mọi loài động vật, bao gồm cả động vật có vú, chim và bò sát, động vật giáp xác. Đó là tình trạng có lông/lông vũ/vảy màu trắng hoặc nhợt nhạt hoặc loang lỗ nhưng hội chứng này khác biệt với bạch tạng là tình trạng cơ thể không có khả năng sản xuất sắc tố (thường dẫn đến trắng tuyền), những cá thể bị bạch tạng có mắt đỏ và thị lực kém (do thiếu sắc tố thường ngăn ánh sáng đi qua mống mắt), trong khi động vật mắc hội chứng bạch thể có mắt màu bình thường và có thể nhìn rõ. Các loài động vật có màu sắc được tạo ra bởi nhiều sắc tố khác nhau có thể mắc hội chứng bạch thể một phần, đây là tình trạng một hoặc nhiều sắc tố khác nhau bị thiếu trên da nhưng không phải là thiếu tất cả.

## Ghi nhận

### Trên chim
Trên chim, Những con chim chỉ xuất hiện những mảng trắng hoặc các phần của lông bạch thể, thường có hoa văn đối xứng, thường được gọi là chim pied hoặc piebald (loang lỗ), trong khi những con chim có bộ lông trắng hoàn toàn được gọi là chim bạch thể. Mặc dù hội chứng bạch thể xảy ra tự nhiên ở một số ít chim hoang dã, nhưng nó thường được thấy ở những con chim bị giam cầm hoặc những con chim kỳ lạ cố tình được nhân giống để khuyến khích loại đột biến gen này. Nhiều trong số những con chim toàn màu trắng này có mặt trong các bộ sưu tập chim kỳ lạ ở chim sẻ, vườn thực vật, vườn thú và bộ sưu tập tư nhân. 

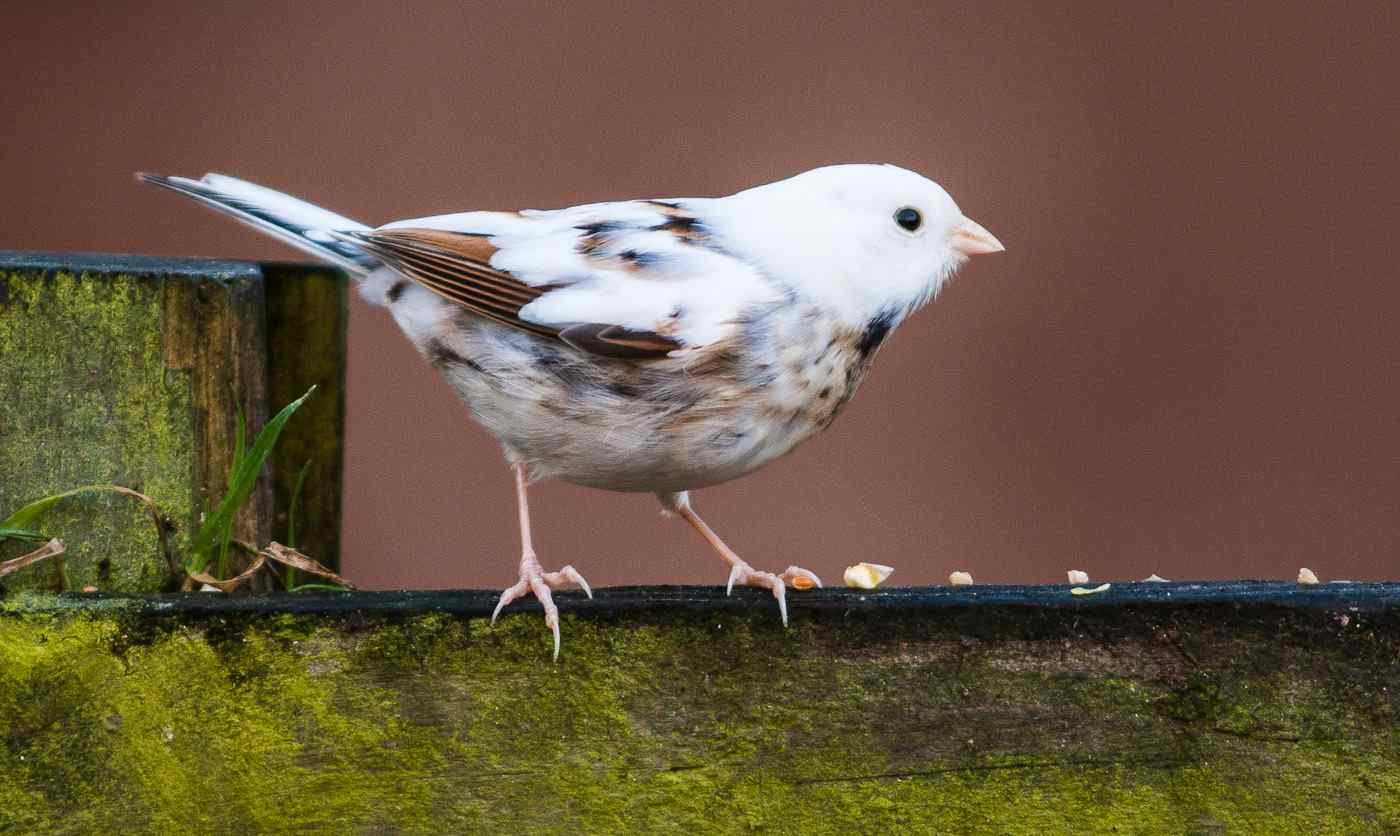
Một con sẻ trắng có màu loang lỗ

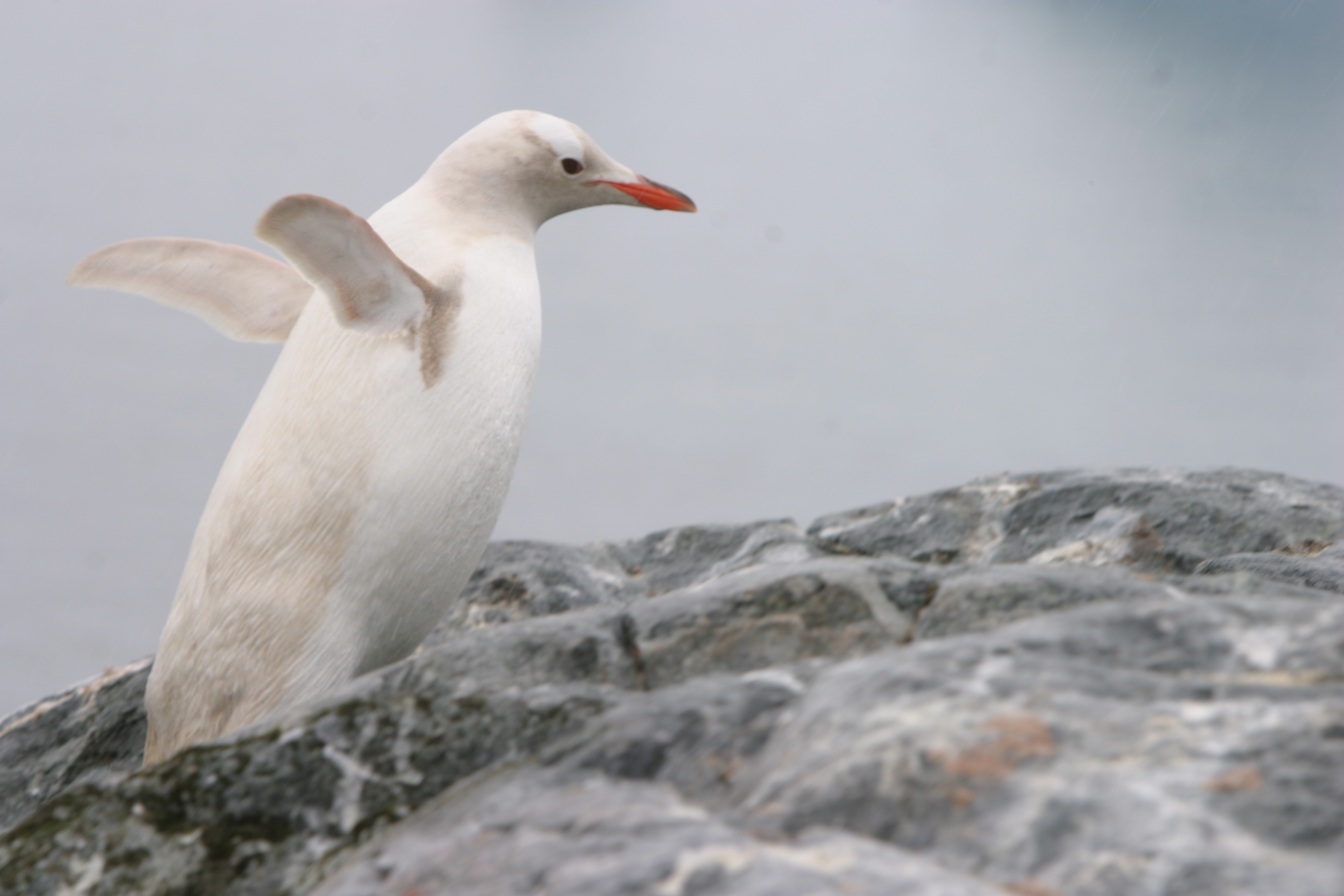
Một con chim cánh cụt lông trắng (chúng vẫn có mắt đen)

Hội chứng bạch thể chỉ ảnh hưởng đến lông chim và thường chỉ những người có sắc tố melanin, thường là lông sẫm màu. Một con chim bạch thể với màu sắc khác nhau có thể hiển thị một số màu sắc rực rỡ, đặc biệt là màu đỏ, cam hoặc vàng, trong khi lông nên có màu nâu hoặc đen thay vì nhạt hoặc trắng, một số cá thể chim bạch thể có thể mất tất cả các sắc tố trong lông của chúng và có thể xuất hiện màu trắng tinh khiết (trắng tuyền). Chim bạch thể thường có mắt, chân, bàn chân và hóa đơn màu bình thường. Trong khi những con chim bạch thể sẽ hiển thị màu sắc bộ lông bất thường, vẫn có thể xác định những con chim này một cách dễ dàng. Nhiều loài chim có hội chứng bạch thể vẫn thể hiện màu sắc mờ nhạt trong các hoa văn dễ nhận biết trên lông của chúng, mặc dù màu sắc có thể không mạnh như thường thấy.
Những con chim bị loang lỗ vẫn hiển thị màu sắc khác và chỉ có những mảng lông trắng, nhưng bộ lông của chúng có thể dễ dàng được sử dụng để nhận dạng ngoài những chiếc lông bất thường đó. Chim bạch thể trắng tinh khiết có thể khó khăn hơn để xác định nhưng kích thước và hình dạng của con chim, cũng như phạm vi của nó, thói quen kiếm ăn, hành vi và những loài chim khác mà nó liên kết hoặc đàn có thể là những chỉ số rõ ràng về loài của nó. Những con bạch dương biết cách có thể xác định chim bằng âm thanh và tiếng hót, bất kể bộ lông của chim có thể trông như thế nào. Nếu có thể nhìn gần, chi tiết về con chim, có thể nhận dạng có thể được tạo ra từ việc tạo lông và hướng của chúng trong các phần khác nhau của bộ lông, các phần thường có màu khác nhau.
Khi bị hội chứng này cũng gây ra những bất tiện trong tự nhiên, những con chim với điều kiện phải đối mặt với những thách thức như bộ lông nhẹ hơn có thể cướp đi những con chim ngụy trang bảo vệ và khiến chúng dễ bị tổn thương hơn trước những kẻ săn mồi như diều hâu và mèo hoang. Màu sắc bộ lông đóng một vai trò quan trọng trong các nghi lễ tán tỉnh, những con chim mắc hội chứng bạch thể có thể không thể tìm thấy bạn tình khỏe mạnh. Melanin cũng là một thành phần cấu trúc quan trọng của lông vũ, và những con chim bị bạch thể có lông yếu hơn, có nghĩa là lông vũ sẽ bị mòn nhanh hơn, khiến việc bay trở nên khó khăn hơn và loại bỏ một số vật liệu cách nhiệt của chim chống lại thời tiết khắc nghiệt. Lông trắng cũng phản xạ nhiệt hiệu quả hơn, có thể gây tử vong cho những con chim sống dựa vào tắm nắng và bức xạ mặt trời để giữ ấm ở vùng khí hậu phía bắc.
Mặc dù bạch tạng nói chung và biến thể trắng tạo ra hiện tượng chối bỏ xã hội trong vương quốc động vật vì sự khác biệt đáng chú ý của chúng, điều này lại không xảy ra với loài quạ vì quạ rất thông minh, chúng có thể nhận ra mình trong gương và có thể nhận ra một con quạ khác ngay cả với một màu khác, chúng có thể tham gia vào các cuộc xung đột với các con quạ khác để giành lãnh thổ, nhưng không phải vì chúng có màu trắng khác biệt). Những con quạ với nhiều cấp độ bạch thể khác nhau có thể cùng tồn tại mà không có vấn đề gì với những bản sao của chúng, dù vậy, quạ trắng vẫn có xu hướng bị săn dễ dàng hơn bởi các loài chim săn mồi vì chúng bị phát hiện dễ dàng hơn nhất là phụ thuộc vào kích thước của con quạ.

### Trên hươu

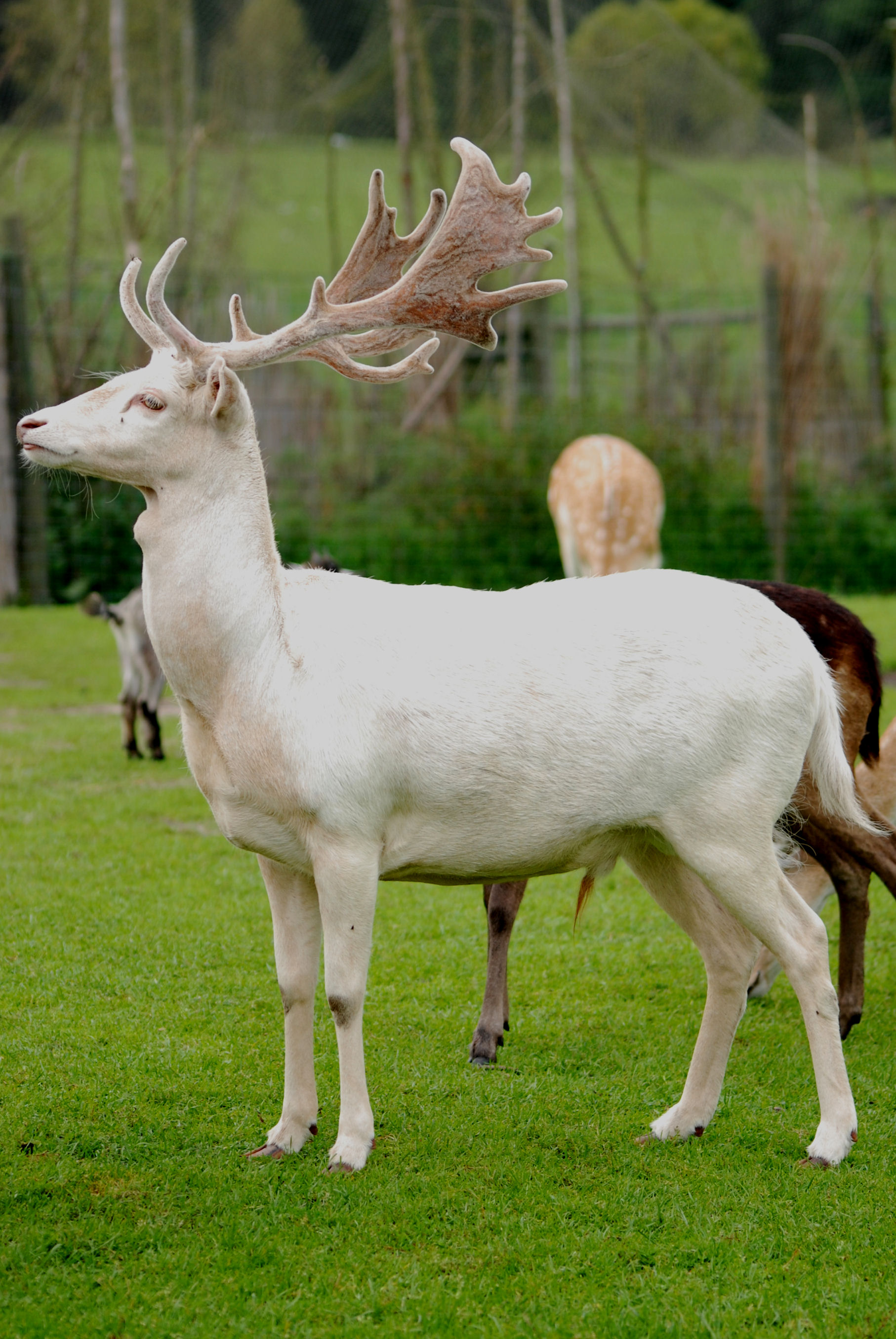
Một con hươu bị bạch thể

Hội chứng này thường được ghi nhận trên các loài họ hươu nai, theo đó, hươu trắng thường bị nhầm lẫn là mắc bệnh bạch tạng, nhưng vẻ ngoài khác thường của chúng nguyên nhân do các yếu tố của hội chứng bạch thể gây ra sự suy giảm sắc tố trên lông và da. Khác với bệnh bạch tạng có đặc điểm là mắt đỏ, những cá thể hươu mang gene bạch thể có màu mắt bình thường.. Những con hươu có màu lông trắng được xem là quý hiếm và là biểu tượng của sự may mắn trong nhiều truyền thuyết từ phương Đông cho đến phương Tây.
Hươu đuôi trắng sắc tố màu trắng bắt đầu phổ biến trong khu vực trại quân đội Seneca Army Depot. Quân đội Hoa Kỳ đã bảo vệ con nai trắng trong khi quản lý con nai màu bình thường qua việc săn bắn. Đây là căn cứ cũ của Quân đội Hoa Kỳ thuộc Quận Seneca, New York, rộng 10.600 mẫu Anh (43 km²) được tạo ra vào năm 1941 và có 24 dặm (39 km) hàng rào được dựng lên xung quanh chu vi của khu vực này và cô lập một đàn nhỏ hươu đuôi trắng, một số con hươu được người ta nhìn thấy là khoác bộ lông màu trắng. Những con hươu này không bạch tạng nhưng thay vì thực hiện một tập hợp các gen lặn dẫn đến chúng khoác ngoài một bộ lông toàn màu trắng.
Ghi nhận một con hươu đuôi trắng có bộ lông đốm, do một dạng đột biến gene hiếm gặp gọi là bạch thể gây ra, dẫn đến việc thiếu hụt hắc tố. Một dạng đột biến gene hiếm gặp khiến con hươu đuôi trắng sở hữu bộ lông đốm khác thường. Các động vật bạch tạng bị thiếu hắc tố toàn cơ thể khiến chúng có màu trắng và mắt chuyển màu hồng hoặc đỏ đặc trưng. Trong khi đó, hội chứng bạch thể không gây mất sắc tố toàn bộ và mắt chúng vẫn bình thường, Theo ước tính, có chưa đến 2% số cá thể hươu đuôi trắng mắc phải hội chứng bạch thể.
Ngoài ra từng có sự xuất hiện của con nai trắng cực hiếm ở công viên Bushy Park, London, Anh, con nai sở hữu bộ lông và cả đôi gạc trắng muốt thế nhưng sắc tố mắt vẫn là màu đen, con nai trắng kỳ lạ không mắc phải căn bệnh bạch tạng, mất sắc tố toàn cơ thể mà là hội chứng bạch thể (một số trường hợp được gọi là "hội chứng bạch tạng một phần") đây là loại kiểu hình khiếm khuyết tế bào sắc tố khác biệt, làm suy giảm hoặc mất sắc tố của da, tóc, hay lông vũ, không thay đổi sắc tố ở mắt hoặc có thì rất ít, hiếm khi ảnh hưởng đến thị lực. Hoặc phát hiện hươu cao cổ màu trắng hiếm thấy ở Tanzania, làn da trông như được tẩy trắng, gây ra do một yếu tố có tên gọi là hội chứng bạch thể. Hội chứng này biểu hiện ở sự mất mát một phần sắc tố ở động vật, dẫn đến giảm sắc tố lông hoặc da, và sống khá hòa hợp trong đàn cùng với các con hươu cao cổ khác, chúng dường như không để tâm đến màu sắc khác biệt của nó

### Trên thú

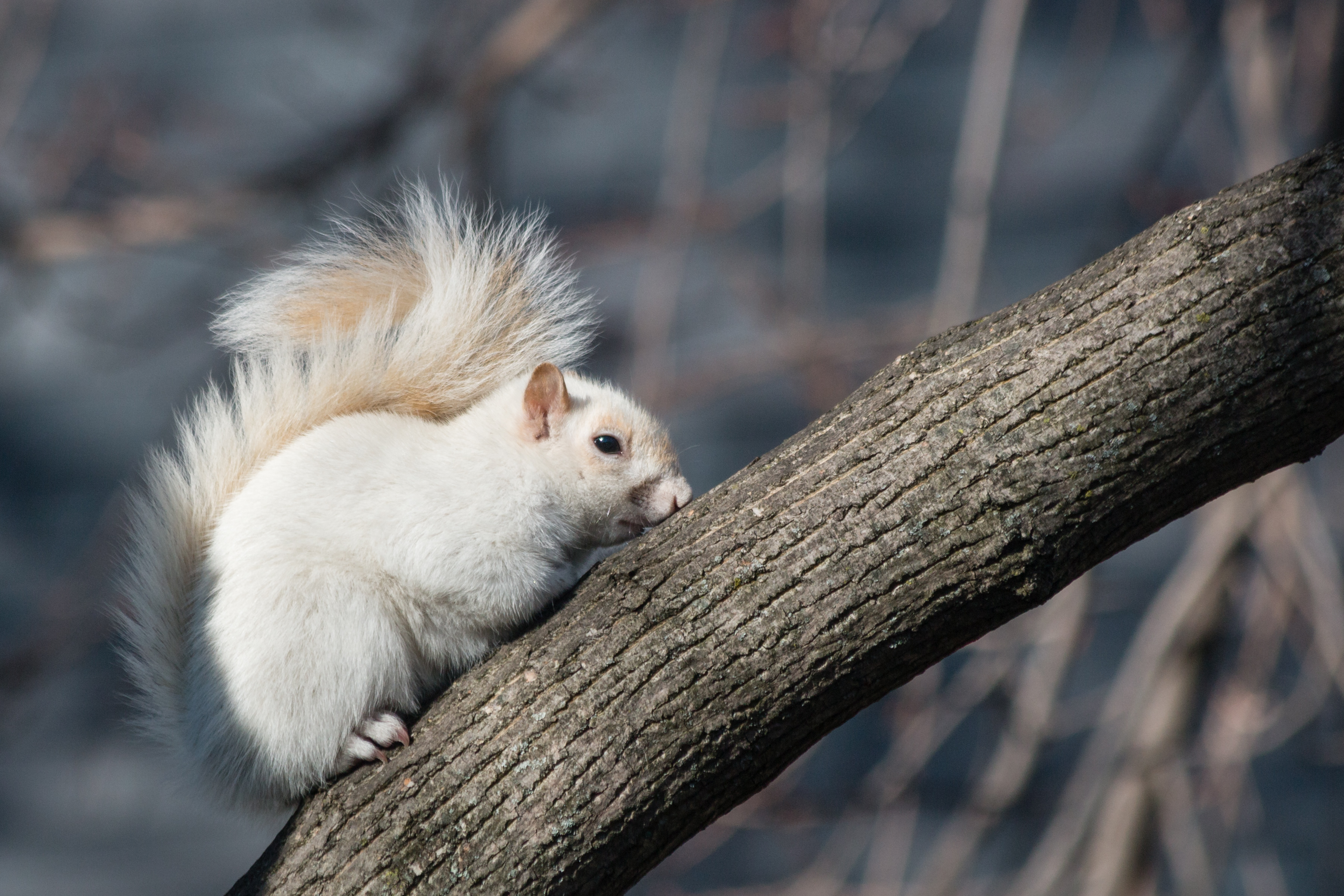
Một con sóc bạch thể

Nhiếp ảnh gia động vật hoang dã Andrew Fulton đã bắt gặp một con sóc màu trắng cực kỳ hiếm ở Công viên Marbury, Northwich, Anh, sóc trắng là loài rất hiếm, cứ 1 triệu con sóc mới có một con màu trắng - do ảnh hưởng của tình trạng được gọi là bạch thể(bị mất sắc tố da dẫn đến màu trắng) và không như bạch tạng, hội chứng này không ảnh hưởng đến mắt, do đó mắt con vật bị mắc hội chứng này không chuyển sang màu đỏ và nó vẫn giữ được thị lực tốt như đồng loại.
Ngoài ra, hững con chim cánh cụt và hải cẩu quý hiếm có màu lông đặc biệt đã được phát hiện trên đảo Nam Georgia ở phía nam Đại Tây Dương, những con chim cánh cụt và hải cẩu thực tế mắc hội chứng bạch thể chứ không phải là bạch tạng vì mắt của chúng vẫn màu đen. Do đó, những con chim cánh cụt và hải cẩu ở đây càng trở nên đặc biệt hơn nhiều, trên thực tế, đảo Nam Georgia có số lượng hải cẩu cao bất thường với hội chứng này và giờ là cả chim cánh cụt. Mắc hội chứng bạch thể cũng như bạch tạng khiến những con chim cánh cụt hay hải cẩu lông có nguy cơ cao bị tấn công từ những kẻ săn mồi vì chúng dễ dàng bị phát hiện hơn nhưng có rất ít bằng chứng cho thấy các động vật đồng loại đối xử với chúng khác biệt so với các con khác.

### Loài khác

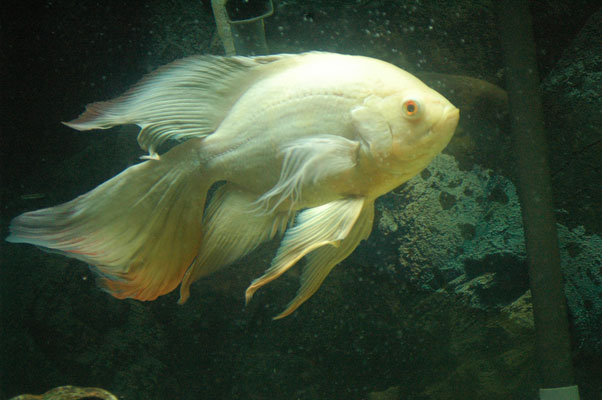
Một con cá vàng bị bạch thể gọi là thể bạch kim

Ở giáp xác, hội chứng bạch thể để lại những sinh vật có rất ít sắc tố trong vỏ của chúng ví dụ như những con tôm hùm vỏ trắng, thường có màu muối tiêu. Mức độ của hội chứng này, bao gồm độ sáng của màu trắng và mức độ mất sắc tố, sẽ thay đổi tùy thuộc vào cấu trúc di truyền của từng cá thể ví dụ trên cá, sự biến đổi có thể là sắc tố đỏ hay rubino (anerythic) còn gọi là hồng tạng (albino red white); sắc tố vàng hay lutino (xantho, xanthic) còn gọi là hoàng tạng (albino yellow white); sắc tố đen hay melanino còn gọi là hắc tạng hay hắc tố; sắc nâu hay phaeo-melanino còn gọi là thổ tạng; ngoài ra thì còn ánh kim xanh hay thanh kim (albino blue diamond), Ánh kim trắng hay bạch kim (albino white butterfly), ánh kim vàng hay hoàng kim là dạng bạch tạng toàn thân "cutaneous albino", mắt vẫn đen).